# Palpatine

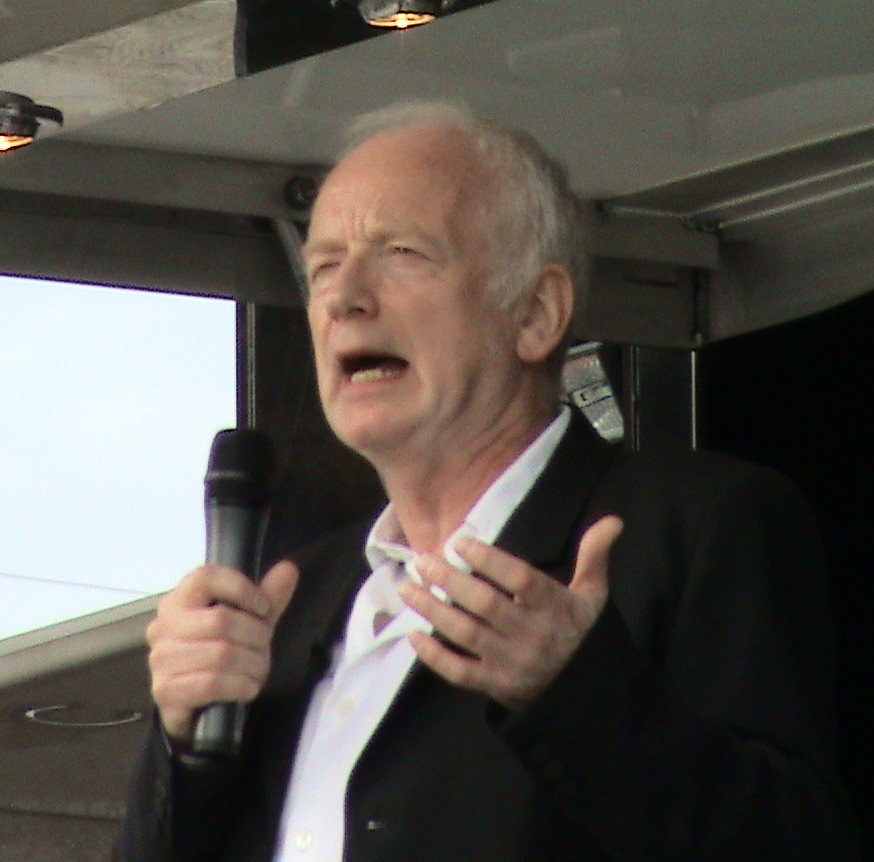
Ian McDiarmid, odtwórca roli Palpatine’a

Imperator Sheev Palpatine (wcześniej senator Republiki Galaktycznej, Wielki Kanclerz) – postać fikcyjna, jeden z głównych antagonistów Gwiezdnych wojen. Znany też jako Darth Sidious, Mroczny Lord Sithów.
Po raz pierwszy, epizodycznie, Palpatine pojawia się w filmie Imperium kontratakuje, odgrywany przez aktorkę Marjorie Eaton (głosu użycza mu Clive Revill). Niemniej był zapowiedziany już w części IV (pierwsza według daty wydania) jako ten, który rozwiązał Senat. Począwszy od Powrotu Jedi postać tę odgrywa Ian McDiarmid.
Na potrzeby przygotowanego w 2004 roku wydania DVD Imperium kontratakuje scenę z Palpatine’em nakręcono na nowo, tym razem z udziałem McDiarmida.

## Życiorys

### Kariera polityczna
Został wybrany na reprezentanta planety Naboo w Senacie Galaktycznym po śmierci swojego poprzednika – Vidara Kima. W roku 32 BBY Palpatine, średnio znany senator z Naboo, wybrany został przez Senat Republiki na urząd Najwyższego Kanclerza. Zastąpił na tym stanowisku Finisa Valoruma, oskarżanego o nie dość energiczne działania w związku z kryzysem na Naboo oraz zbytnie uleganie przekupnym biurokratom. Palpatine jako Darth Sidious osobiście doprowadził do tego kryzysu, potem zaś nakłonił królową Naboo do złożenia wotum nieufności wobec Valoruma.
Głównym, choć nieujawnianym celem i ambicją Palpatine’a było skoncentrowanie w swoich rękach władzy dyktatorskiej, do czego dążył zarówno metodami jawnymi (działania polityczne, demagogia, wykorzystywanie ksenofobii), jak i zakulisowymi manipulacjami. Wybuch wojen klonów, do którego sam się przyczynił jako Lord Sithów, znacząco ułatwił te działania. Przekonując o konieczności posiadania silnej, scentralizowanej władzy w trudnych czasach, Palpatine doprowadził do nadania mu przez Senat wyjątkowo szerokich kompetencji na czas wojny. Nigdy już się ich nie zrzekł. Ostatecznym krokiem było mianowanie się – mimo sprzeciwów niektórych stronnictw – Imperatorem oraz przekształcenie Republiki w Imperium Galaktyczne i likwidacja Zakonu Jedi (rok 19 BBY). Palpatine wykorzystał atmosferę zagrożenia Galaktyki, którą sam wywołał.
Jako imperator, Palpatine stworzył rozbudowany aparat przymusu państwowego (COMPNOR oraz podlegająca mu służba bezpieczeństwa) i terroru, rozbudował siły wojskowe (Flota i Armia Imperialna, szturmowcy) oraz zlecał i promował wykorzystanie ich przeciw własnej ludności cywilnej. Władzę absolutną dzierżył aż do śmierci w bitwie pod Endorem w roku 4 ABY. Imperator, będący w świecie Gwiezdnych wojen uosobieniem Zła, dążył do osiągnięcia władzy nad galaktyką, władzy nieograniczonej, decydowania o losie ludzi i przyszłych zdarzeniach. Jego ambicje przekraczały cele większości tyranów. Sposób traktowania swoich uczniów i pomocników (wykorzystywanie i zabijanie, gdy stawali się słabsi) i metody osiągania celów obrazują, w jaki sposób Zło manipuluje ludźmi.

### Ciemna strona Mocy
Utrzymywanym w tajemnicy faktem była druga tożsamość Palpatine’a: Mroczny Lord Sithów Darth Sidious. Jako uczeń Dartha Plagueisa, Palpatine zaprzedał się Ciemnej Stronie Mocy. Jego głównymi celami było dokonanie zemsty na Zakonie Jedi oraz przejęcie władzy absolutnej nad galaktyką, a także stałe zwiększanie własnych umiejętności w zakresie panowania nad Mocą.
Wśród zakulisowych działań Palpatine’a zmierzających do realizacji powyższych celów wyróżnić można kilka wątków.

### Pozyskiwanie uczniów
Poza własnymi studiami nad Ciemną Stroną Mocy, Palpatine pozyskiwał kolejnych uczniów. Wyszkolił Dartha Maula, przeciągnął na Ciemną Stronę i przyjął na ucznia Hrabiego Dooku (który stał się Darthem Tyranusem), jego największym dziełem było jednak przeciągnięcie na stronę mroku młodego Anakina Skywalkera (Dartha Vadera), „wybrańca Mocy”, który przed przejściem na ciemną stronę zabił Tyranusa (działając pod presją Palpatine’a/Sidiousa).
Po przejęciu władzy Palpatine miał wielu posługujących się Mocą popleczników, którzy jednak nie byli Sithami. Do najbardziej znanych należeli m.in. Tremayne, Lumiya, Jerec oraz Mara Jade. Sidious próbował także przeciągnąć na Ciemną Stronę Luke’a Skywalkera, aby zastąpić nim Vadera, którego siły sam się obawiał.

### Konflikty zbrojne
Jako Darth Sidious, Palpatine potajemnie i przez pośredników inicjował konflikty w Galaktyce przez kontrolowanie lub wspieranie rozmaitych organizacji przestępczych, nielegalnych działań legalnych podmiotów (np. inwazja Federacji Handlowej na Naboo) lub frakcji mających na celu rozbicie jedności Republiki (wsparcie dla hrabiego Dooku i separatystów). Działania te miały doprowadzić do wzrostu zaufania do Palpatine’a jako senatora, a potem Kanclerza, dzięki rozwiązywaniu przez niego kolejnych konfliktów lub też do przedstawienia go jako jedynej osoby zdolnej zapanować nad chaosem i zapewnić bezpieczeństwo Republice. Równocześnie zabiegi te miały osłabić w oczach ludności pozycję legalnego rządu oraz Zakonu Jedi.

### Działania przeciwko Jedi
Wojny klonów były jedną z największych i najdłużej przygotowywanych intryg Palpatine’a. Ich celem było zniszczenie Zakonu Jedi przez wciągnięcie Rycerzy do działań wojennych i konfliktów między rozmaitymi stronnictwami. Odbywało się to na kilku frontach:
- stopniowego osłabiania pozycji Jedi w oczach Senatu i społeczeństwa Galaktyki
- eliminacji wielu Rycerzy na polu walki i w zamachach
- niszczenia psychiki „strażników pokoju” przez zmuszenie ich do prowadzenia wojny, a w rezultacie – prowadzenia ich ku Ciemnej Stronie Mocy

Rycerze Jedi zdawali sobie sprawę z niektórych aspektów działalności Sidiousa, nie byli jednak w stanie odkryć na czas jego tożsamości. Na krótko przed zakończeniem Wojen Klonów Rada Jedi podejrzewała, że Sithem jest ktoś z otoczenia Najwyższego Kanclerza, ale ostateczne ujawnienie się im Palpatine’a jako Sidiousa nastąpiło dopiero w wybranym przez niego samego momencie. Kulminacją planu Palpatine’a wobec Jedi było wydanie Rozkazu 66 i następująca po nim Czystka Jedi. Wydarzenia te przedstawione są w filmie Zemsta Sithów.

### Śmierć
W latach 3–4 ABY Palpatine przygotował kolejną intrygę, mającą raz na zawsze zniszczyć rosnący w siłę Sojusz Rebeliantów. Z jego polecenia pozwolono Rebeliantom pozyskać plany drugiej Gwiazdy Śmierci, co miało skłonić ich do ataku, a w rezultacie – wejścia w pułapkę zastawioną przez Flotę Imperium. Równocześnie miało to doprowadzić do przeciągnięcia na Ciemną Stronę Mocy Luke’a Skywalkera, którego Palpatine chciał uczynić swym nowym uczniem w miejsce Vadera.
Wydarzenia podczas bitwy pod Endorem potoczyły się jednak zupełnie nie po myśli Imperatora. Skywalker pokonał Vadera w pojedynku, nie poddał się jednak Ciemnej Stronie i nie zabił go. Palpatine postanowił zabić Luke’a, uprzednio torturując go przy użyciu błyskawic Mocy, co poruszyło uczucia Vadera na tyle, że ostatecznie wystąpił on w obronie syna, przeciw swojemu mistrzowi i wrzucił Imperatora do szybu reaktora, gdzie Palpatine poniósł śmierć. Wydarzenia te przedstawione są w filmie Powrót Jedi.
W filmie Gwiezdne wojny: Skywalker. Odrodzenie Kylo Ren odnajduje Imperatora na niezbadanej dotąd planecie Exegol. Imperator ujawnia, że stworzył Snoke’a jako swoją marionetkę, aby kontrolować Najwyższy Porządek i zwabić Kylo na Ciemną Stronę.

## Expanded Universe (Legendy)
Źródła pozafilmowe (seria komiksów Mroczne Imperium) opisują odrodzenie się Palpatine’a w sklonowanym ciele w roku 11 ABY. Zgromadził on większość ocalałych sił Imperium oraz Mrocznych Jedi na planecie Byss, skąd zaplanował kampanię mającą na celu ponowne przejęcie władzy, tym razem środkami militarnymi. Usiłował również ponownie przeciągnąć na Ciemną Stronę Luke’a Skywalkera, jednak w ostatecznym rozrachunku – bezskutecznie. Plan ponownego przejęcia władzy nad Galaktyką nie powiódł się, a Palpatine ostatecznie zginął, pozbawiony klonów, do których mógłby przenieść swoją jaźń. Wiele lat po tym wydarzeniu wydawało się, że Palpatine wrócił, ale był to tylko hologram wysyłany przez Czerwonych Gwardzistów.